# 臨地実習
臨地実習（りんちじっしゅう）とは、医療従事者を目指す学生が実際に病院や診療所、福祉施設へ行って実践的な臨床を学習する授業の一環である。臨場実習ともいう。臨地実習の教員はその病院や診療所、福祉施設で働く本格的な医療従事者である。そのため、実際の患者を前にした治療が行われる。臨地実習が行われる病院や診療所、福祉施設は卒業生が勤務していたり、学校と提携していたりすることが多い。そのため、評価の高い学生は卒業後、採用されるケースも少なくない。近年は、臨床実習よりこちらを採用する学校も増えている。

## 実施されている職種
養成する学校・学部等により、呼称は異なる。
- 医師 - 「臨床実習」が一般的[1]
- 看護師(助産師・保健師) - 看護師は臨地実習や看護学実習、助産師は助産学実習、保健師は保健師実習・公衆衛生看護学実習、など
- 歯科医師 - 「臨床実習」が一般的[2]
- 歯科衛生士
- 歯科技工士
- 薬剤師 - 「実務実習」が一般的[3]
- 管理栄養士
- 救急救命士
- リハビリ4職種(言語聴覚士・作業療法士・視能訓練士・理学療法士)
- 診療放射線技師
- 臨床検査技師
- 臨床工学技士
- 診療情報管理士

他、医療従事者の養成校で実施されている。卒業に必要な単位を取得する、必修の実習科目である。

## 注意すべき点
患者が不快感を覚えるような容姿や言動は避けるべきであり、マナーもきちんと守る。臨床実習とは違い、本格的な医療機関、福祉施設であるため患者はおろかスタッフに対する尊敬や感謝の念を忘れてはならない。